# الانتفاضة الملغاشية
كانت الانتفاضة الملغاشية (بالفرنسية: Insurrection malgache) تمردًا قوميًا ملغاشيًا ضد الحكم الاستعماري الفرنسي في مدغشقر، استمر من مارس عام 1947 إلى فبراير عام 1949. ابتداءً من أواخر عام 1945، جاهد نواب أول جمعية وطنية فرنسية في مدغشقر، جوزيف راسيتا وجوزيف رافوهانجي وجاك رابيمانجارا من الحزب السياسي المسمّى الحركة الديمقراطية لإصلاح مدغشقر (إم دي آر إم)، لتحقيق استقلال مدغشقر عبر طرق قانونية. أدى فشل هذه المبادرة والرد القاسي الذي وجدته من إدارة رامادير الاشتراكية إلى تطرف عناصر من السكان الملغاشيين، بينهم قادة جمعيات سرية قومية متشددة عدة.
في مساء يوم 29 مارس من عام 1947، شن القوميون الملغاشيون هجمات مفاجئة منسَّقة، مسلحين بشكل رئيسي بالرماح، ضد قواعد عسكرية ومزارع يملكها الفرنسيون في الجزء الشرقي من الجزيرة متمركزة حول مدينتي مورمانغا وماناكارا. حظيت القضية القومية سريعًا بتأييد كبير في الجنوب، وامتدت إلى المرتفعات الوسطى وعاصمة أنتاناناريفو بحلول الشهر التالي، وبلغ عدد المقاتلين الملغاشيين أكثر من مليون مقاتل قومي.
وبحلول مايو عام 1947، بدأ الفرنسيون مجابهة القوميين، وضاعفوا عدد القوات في الجزيرة ثلاث مرات ليصبح 18000، عن طريق نقل الجنود من المستعمرات الفرنسية في أماكن أخرى في أفريقيا بشكل رئيسي. سعت السلطات الاستعمارية للمحاربة على الناحيتين الجسدية والنفسية وسلكت مجموعة متنوعة من التكتيكات الإرهابية المصمَمة لإحباط معنويات السكان، فنفذت القوات العسكرية الفرنسية عمليات إعدام جماعي وتعذيب واغتصاب حرب وإحراق قرى بأكملها وعقاب جماعي وغيرها من الأعمال الوحشية مثل رمي السجناء الملغاشيين في الهواء مباشرة من طائرة (رحلات الموت).
يتراوح العدد التقديري للضحايا الملغاشيين من 11,000 إلى أكثر من 100,000. قتل القوميون ما يقارب 550 مواطنًا فرنسيًا، بالإضافة على 1900 من مؤيدي حزب الديمقراطية في مدغشقر (بّي إيه دي إي إس إم)، وهو حزب سياسي مؤيد لفرنسا أُنشئ بدعم من السلطات الاستعمارية لينافس حزب الحركة الديمقراطية لإصلاح مدغشقر. قُتل أغلب القادة القوميين أو اعتُقلِوا بحلول أغسطس عام 1948، وقُمعت الانتفاضة فعليًا بحلول ديسمبر عام 1948، إلا أن آخر مقاومة مسلحة لم تهزم حتى فبراير 1949.
ترك القمع العنيف للتمرد القومي ندوبًا عميقة في المجتمع الملغاشي، وقُضي على جيل من الطبقة الإدارية، ما خلق تحديات للبلاد حين حصلت على الاستقلال في عام 1960، واعتُقل أول ثلاثة نواب مدغشقريين وعُذبوا وبقوا في السجن إلى أن حصلوا على العفو في عام 1958، وكان من بين القادة الآخرين الذين نجوا من النزاع زعيم يدعى مونجا جاونا، سُجن مدة تسع سنوات، ثم أسس حزب مدغشقر للملغاشيين (إم أو إن آي إم إيه)، وهو حزب كان ذا تأثير كبير على السياسة الملغاشية. حافظت فرنسا على سرية معظم الوثائق المتعلقة بالانتفاضة وحظرت الاطلاع عليها، والتزمت الحكومة الفرنسية الصمت بشأن هذا الموضوع حتى وصفه الرئيس الفرنسي جاك شيراك بأنه «غير مقبول» في أثناء زيارة رسمية له لمدغشقر في عام 2005. أعد الكثير من المخرجين الملغاشيين أفلامًا تدور أحداثها في فترة الانتفاضة، وفي عام 1967 أعلنت الحكومة الملغاشية يوم 29 مارس عطلةً سنويةً، وافتُتح متحف مخصص للانتفاضة في مورامانغ في عام 2012.